# Nemko
La Nemko è un'organizzazione privata norvegese che supervisiona i test di sicurezza per i produttori di equipaggiamenti elettrici.
Il gruppo Nemko offre servizi di test, ispezione e certificazione, in tutto il mondo, per prodotti, macchinari, installazioni e sistemi.
È un organismo di certificazione dell'accordo Emko, dei quali fanno parte altri 3 organismi di certificazione dei paesi nordici: Demko (Danimarca), Fimko (Finlandia) e Semko (Svezia).

## Storia

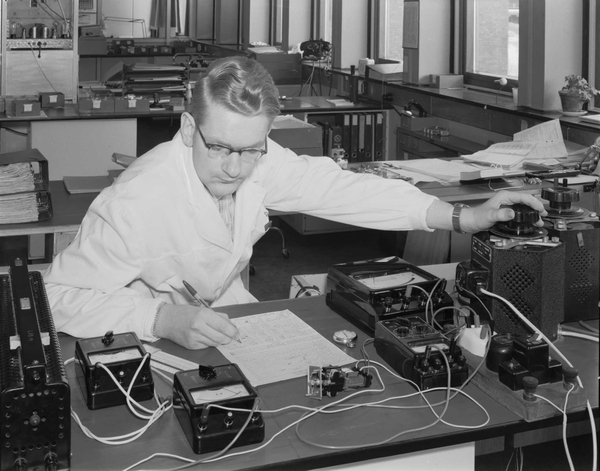
Test su un dispositivo elettrico svolto da un ingegnere della Nemko (foto del 1963).

L'organizzazione Nemko (Norges Elektriske Materiellkontroll) fu fondata nel 1933 dal governo norvegese come istituzione con lo scopo di svolgere test obbligatori e l'approvazione a livello nazionale di prodotti elettrici commercializzati e venduti in Norvegia, da collegare alla rete elettrica pubblica. A questi si aggiunsero in seguito test per la verifica dei requisiti dei prodotti relativamente alle interferenze radio.
Nel 1990, con l'accordo per l'entrata della Norvegia nell'Area Economica Europea, vennero adottate le direttive della Comunità europea per la sicurezza dei prodotti e il tradizionale schema di approvazione obbligatoria venne abbandonato. In questa fase la Nemko venne trasformata in una fondazione indipendente e privata, dotata di un consiglio di rappresentanti di diversi gruppi di interesse (organizzazioni di industria e commercio, associazioni di consumatori, compagnie elettriche, ecc.) come livello più alto di supervisione. Allo stesso tempo, la fondazione fondò e divenne unica proprietaria della Nemko AS, che costituisce la principale società operativa ed è responsabile di quello che viene oggi identificato come Gruppo Nemko.
Dal 1992 sia la gamma dei servizi che la presenza globale della Nemko si è notevolmente espansa.

## Marchi di conformità

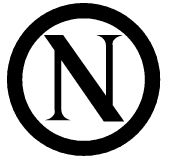
Il marchio di conformità Nemko, chiamato anche "marchio N".

Grazie all'accordo Emko, la procedura per l'assegnazione del marchio N ad un prodotto può inglobare anche l'applicazione dei marchi di conformità degli altri paesi nordici che fanno parte dell'accordo, cioè il marchio D (Demko), il marchio S (Semko) e il marchio FI (Fimko).

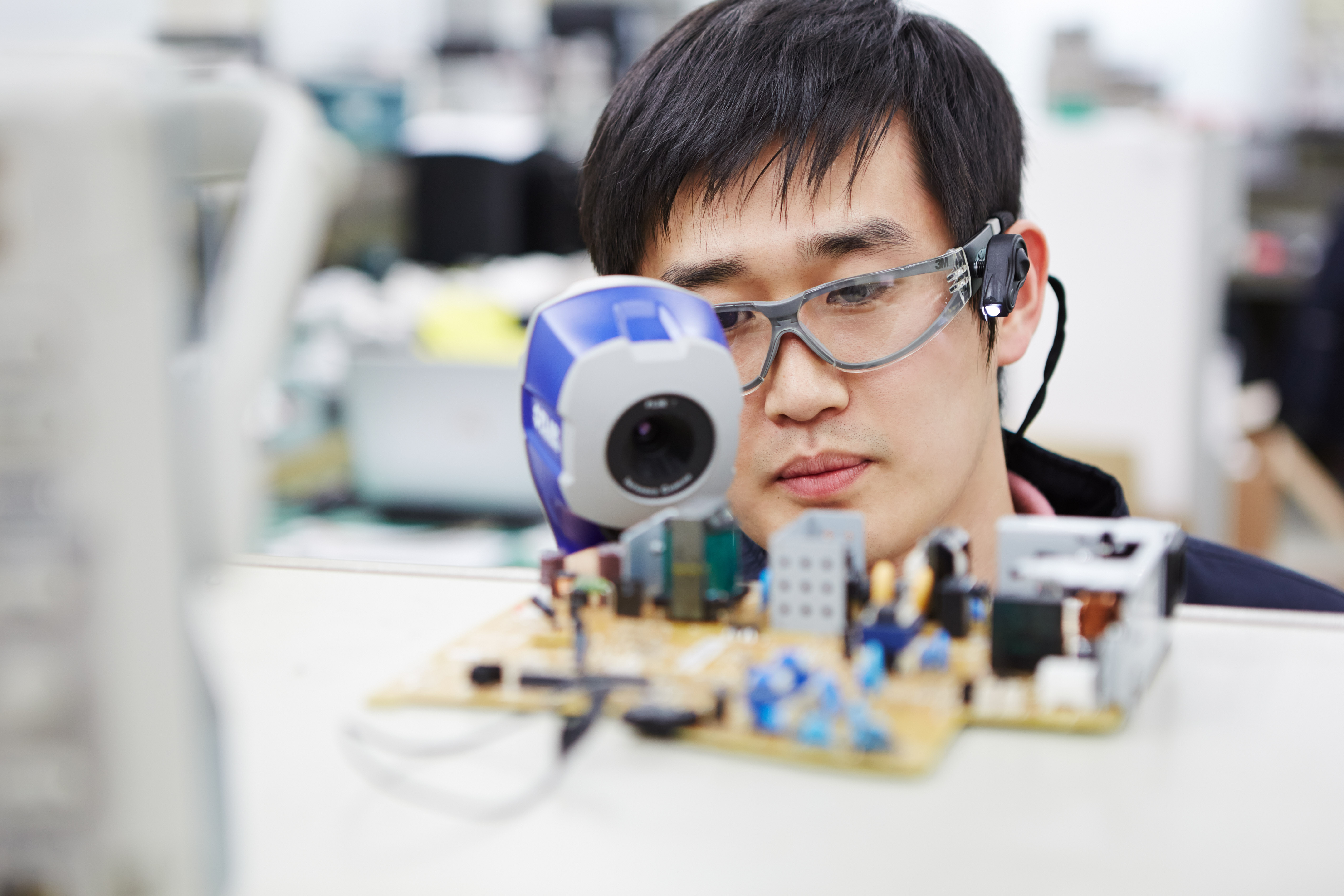
Test su un componente elettronico presso un laboratorio della  Nemko in Corea.
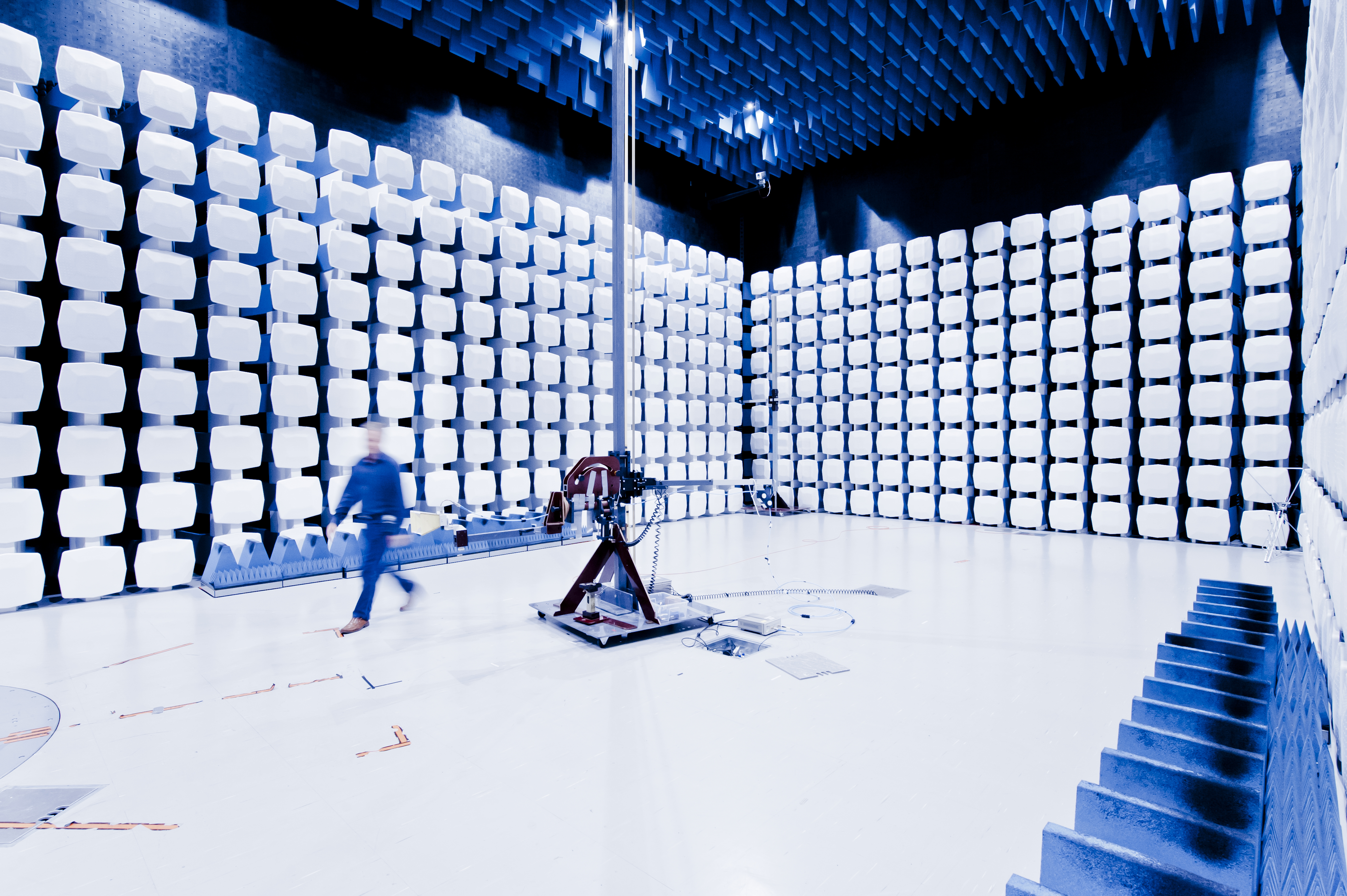
Camera anecoica utilizzata per lo svolgimento di test sulla compatibilità elettromagnetica della Nemko in Norvegia.